# Antonín Hájek
Antonín Hájek (Frýdlant, Checoslovaquia; 12 de febrero de 1987 – Archipiélago Langkawi, Malasia, septiembre de 2022) fue un esquiador checo especialista en salto de esquí que participó en dos ediciones de los Juegos Olímpicos de Invierno.

## Carrera
Inició su carrera en 2004 y al año siguiente tuvo un accidente en Oberstdorf, del cual salió por sus propios medios sin daño. En 2008 sufre un accidente automovilístico y sobrevive, pero cuatro meses después no puede caminar y decía que se retiraba. Vuelve a competir en 2009 y compite por primera vez en una copa mundial en Tauplitz el 9 de enero de 2010 donde terminó en cuarto lugar.
Participó por primera vez en los Juegos Olímpicos de Invierno en Vancouver 2010 donde terminó en séptimo lugar en la prueba individual en el salto largo y en el lugar 21 en el evento normal. Participó también en el Campeonato Mundial de Esquí Nórdico donde su mejor posición fue noveno lugar en Sapporo en 2007. Se retiró en 2015 aduciendo malos resultados y problemas de salud.

## Muerte
La Federación Checa de Esquí informó que Hájek, que llevaba meses desaparecido ha fallecido hace unos meses. Según el informe médico, murió a la prematura edad de 36 años. Su muerte fue dada a conocer el 10 de marzo de 2023 luego de un largo análisis de sus restos. Su cuerpo habría aparecido a los tres días de desaparecido en una isla del archipiélago Langwaki.